# Каплава
Ка́плава (латыш. Kaplava) — населённый пункт в Краславском крае Латвии. Административный центр Каплавской волости. Находится у региональной автодороги P69 (Скрудалиена — Каплава — Краслава). Расстояние до города Краслава составляет около 13 км. По данным на 2015 год, в населённом пункте проживало 222 человека.

## История
В советское время населённый пункт был центром Каплавского сельсовета Краславского района. В селе располагалась центральная усадьба колхоза им. Ленина.